# 渼沙駅
渼沙駅（ミサえき）は大韓民国京畿道河南市望月洞にある、ソウル交通公社河南線の駅。駅番号は555。

## 歴史
- 2020年8月8日 - 開業。

## 駅構造
2面2線の相対式ホーム。スクリーンドアが設置されている。

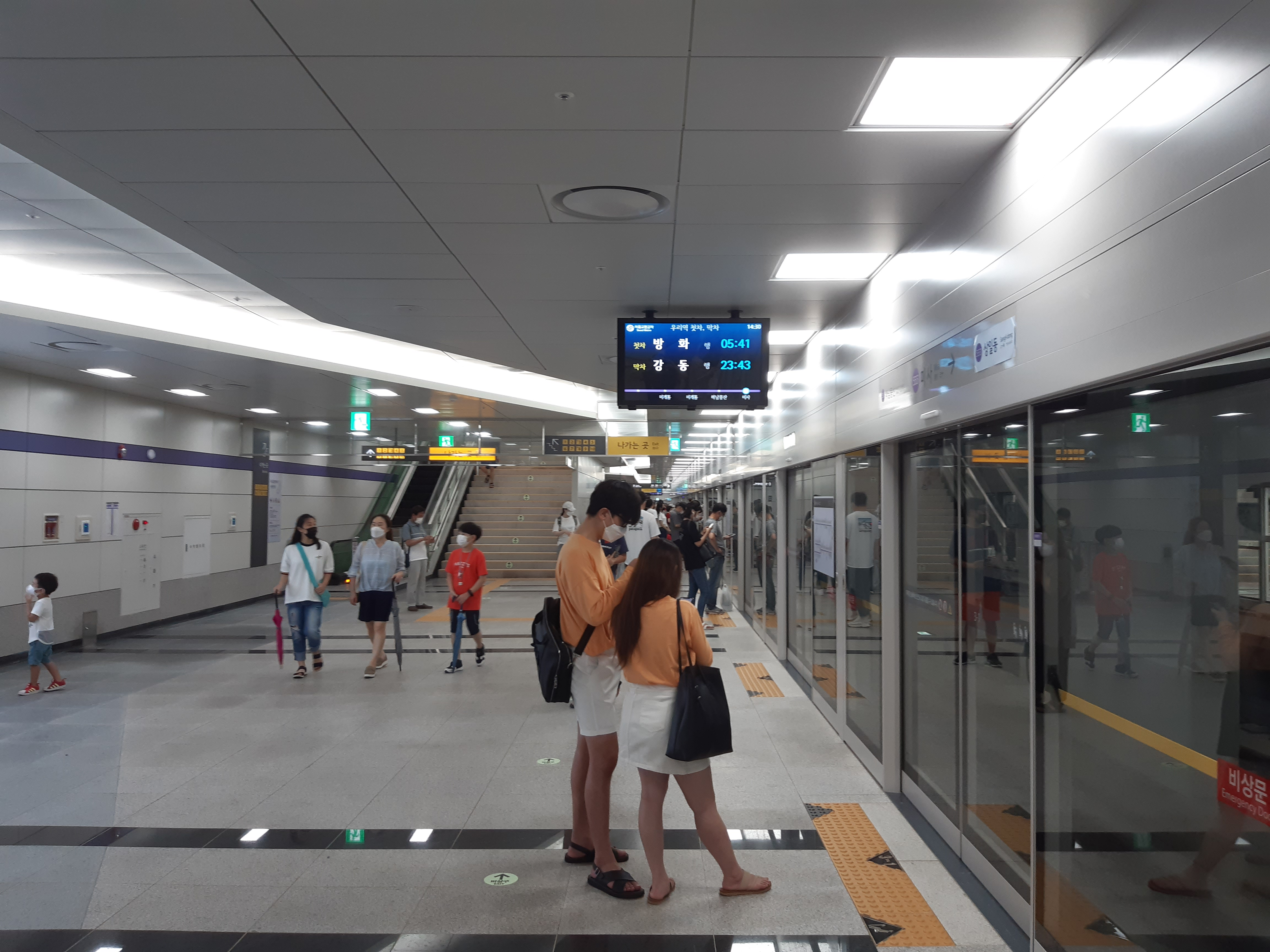
ホーム
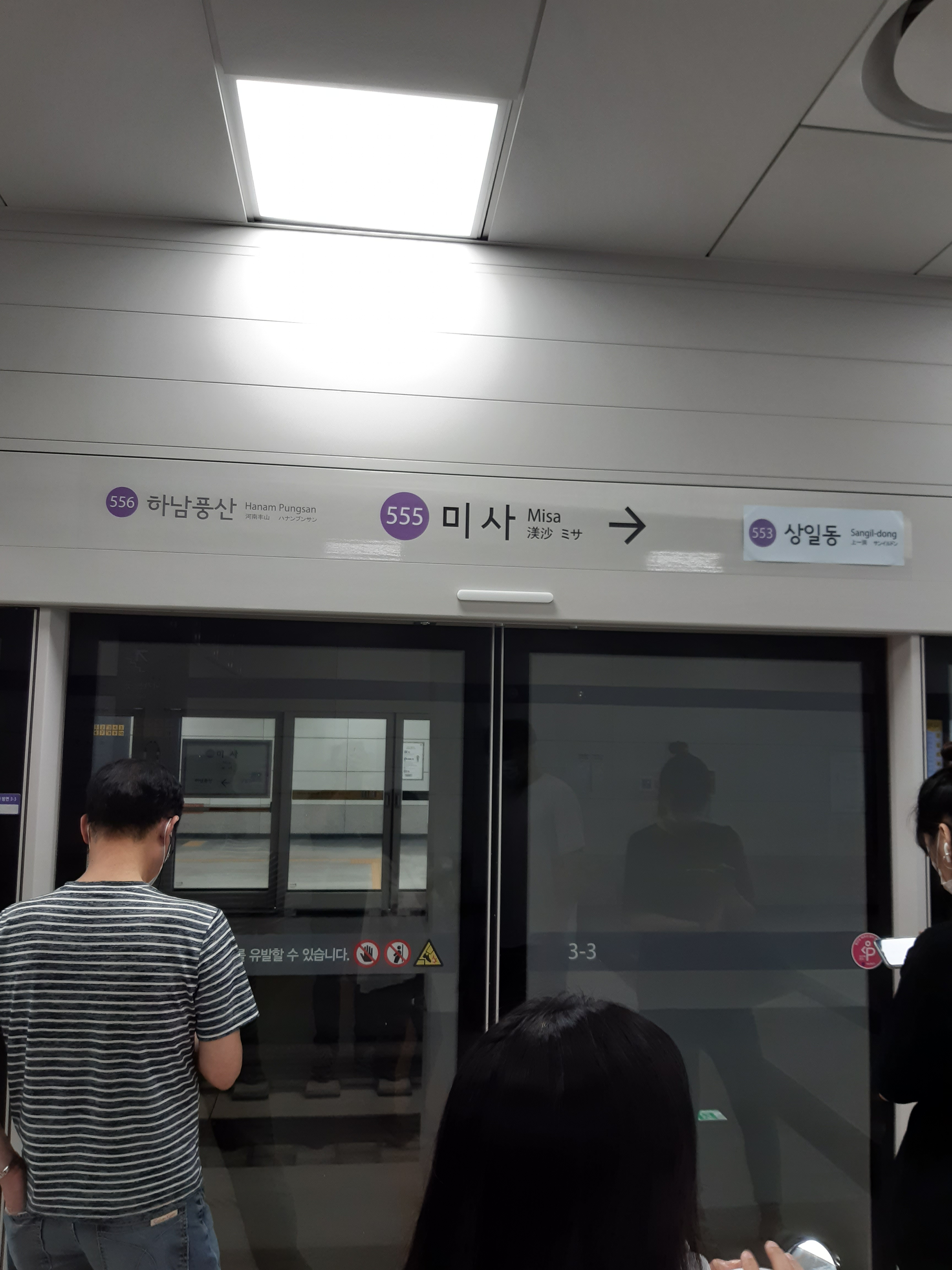
スクリーンドア。 江一駅未開業のため、上一洞駅が上から被せられている。
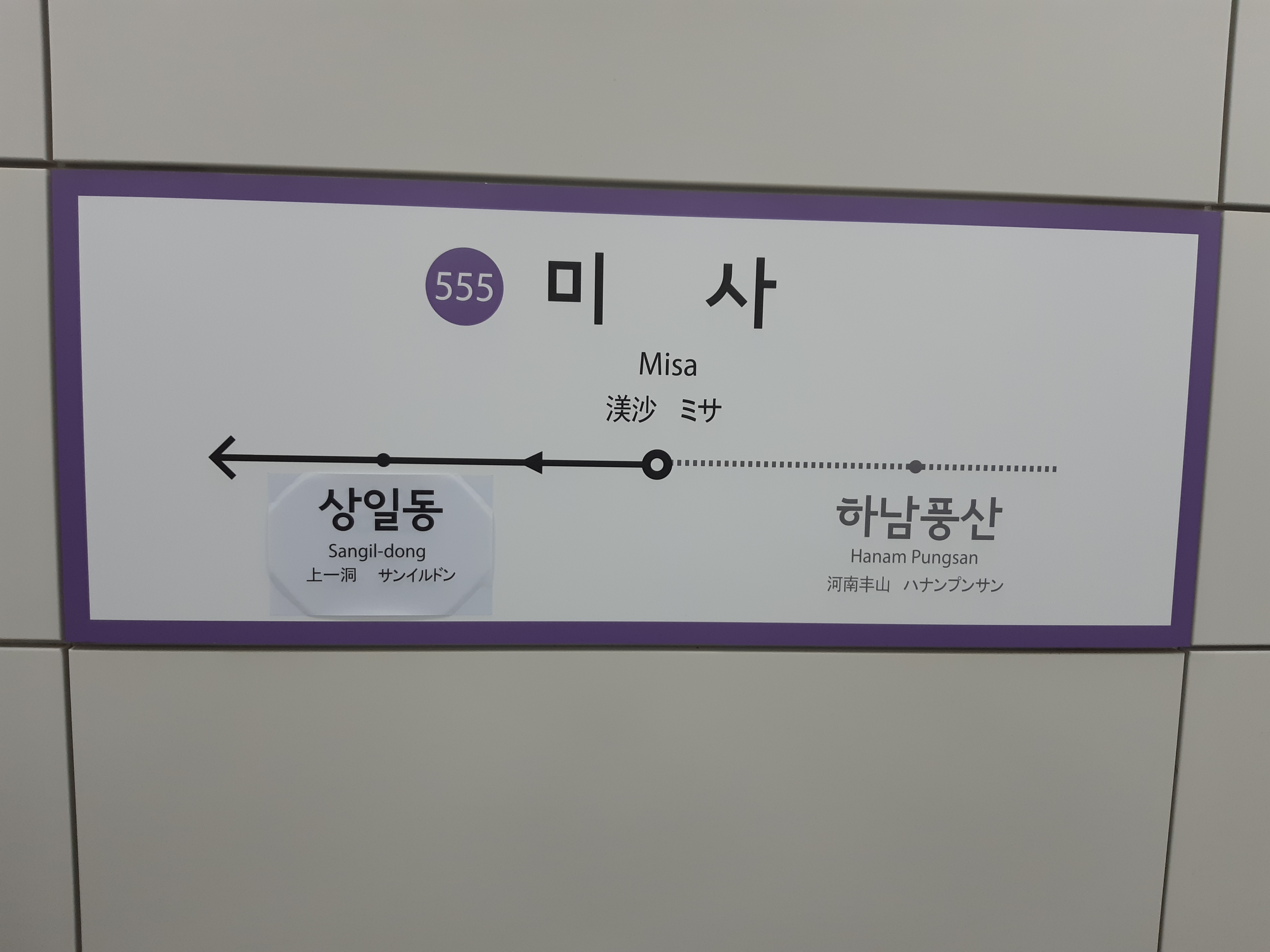
駅名標
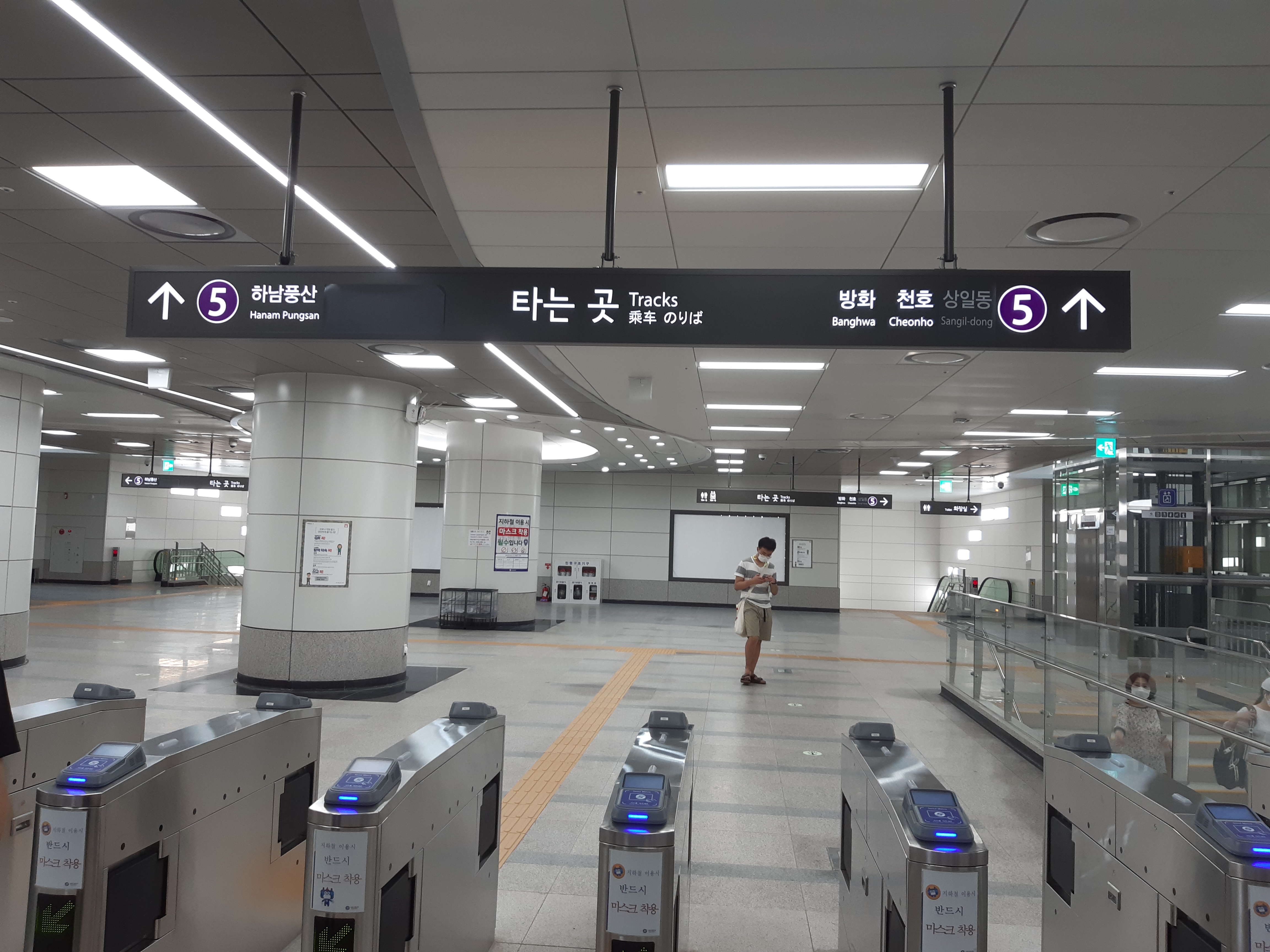
改札口

## 駅周辺
- 河南総合運動場
- 渼沙高等学校

## 隣の駅
ソウル交通公社
 河南線
江一駅 (554) - 渼沙駅 (555) - 河南豊山駅 (556)